# Palacete Lambertini
Der Palacete Lambertini ist eine ehemalige Stadtvilla im Zentrum der portugiesischen Hauptstadt Lissabon.

## Geschichte
Er wurde ab 1901 im Auftrag des Komponisten Michel’angelo Lambertini nach Plänen des italienischen Architekten Nicola Bigaglia an der nordöstlichen Seite der Prachtstraße Avenida da Liberdade errichtet. Bigaglia erhielt dafür – gegen den Protest des Auftraggebers – 1904 eine ehrenvolle Erwähnung im Wettbewerb um den Prémio Valmor.
1927 wurde das Gebäude durch den Architekten Carlos J. C. Ramos erweitert. Weitere Umbauten wurden mit dem Einzug des Grémio dos Importadores de Bacalhau e Arroz durch Raul Tojal durchgeführt. 1989 wurde für das Gebäude die Unterschutzstellung beantragt.